# The Six Arms Saga
La Saga de Seis Brazos es un arco de la historia del popular personaje de Marvel Comics Spider-Man, escrito por Stan Lee y dibujado por Gil Kane. Abarca los temas Amazing Spider-Man # 100-102 (1971) y presenta la primera aparición y la historia de origen de Morbius, el vampiro viviente. El arco de la historia se recuerda principalmente por la estética llamativa de Spider-Man, que se balancea por la ciudad con cuatro brazos adicionales, y por un subsiguiente What If…? afirmando que mantener los brazos le habría permitido a Spider-Man salvar a Gwen Stacy y derrotar al propio Thanos.
El "Spider-Man de Seis Brazos" titular hará su debut cinematográfico en el largometraje de 2023 Spider-Man: Across the Spider-Verse, como miembro de Spider-Forces de Miguel O'Hara.

## Trama
Peter Parker ha experimentado recientemente mucha miseria en su vida: su mejor amigo, Harry Osborn, se ha vuelto drogadicto, su amigo cercano, el Capitán George Stacy, murió en sus brazos, y Gwen Stacy, la novia de Peter, culpó erróneamente a Spider-Man por la muerte de su padre. Tiene un pensamiento fatal: ¡para que Peter Parker viva, Spider-Man debe morir! Peter ha estado trabajando en un suero para terminar con sus poderes de araña desde que los obtuvo y decide tomarlo. Luego cae en un sueño agitado en el que lucha contra todos sus enemigos, mientras soporta dolores insoportables en los costados. El sueño termina con el espíritu de George Stacy implorando a Peter que siga protegiendo a Nueva York como Spider-Man, afirmando que sus poderes son tanto una bendición como una maldición. Cuando se despierta, Peter nota algo espantoso: le han crecido cuatro brazos más. El suero ha aumentado sus poderes de araña en lugar de anularlos.
Después de rechazar una invitación a una película de Gwen y una asignación de fotos nocturna del Daily Bugle, Peter, como Spider-Man, llama al Dr. Curt Connors en busca de ayuda, quien le ofrece su casa de verano como refugio. En otro lugar, Michael Morbius es encontrado varado en el océano por un bote y llevado a bordo, solo para que numerosos pasajeros desaparezcan misteriosamente. Cuando la tripulación lo confronta, Morbius los ataca y huye. Cuando cae la noche y la tripulación se va a dormir, Morbius, que ahora parece un vampiro, regresa y se alimenta de su sangre, pero se siente abrumado por la culpa e intenta suicidarse saltando al océano. Se lava en tierra y tropieza con la casa de verano de Connors, en la que entra antes de quedarse dormido. Mientras tanto, Spider-Man está trabajando en una cura para su condición en el laboratorio de Connors en los niveles inferiores de la casa y, frustrado, rompe un tubo de ensayo. Morbius es despertado por el ruido y ataca a Spider-Man. Mientras los dos pelean, llega Connors y el estrés de ser atacado por Morbius hace que se transforme en el Lagarto.
Morbius y Lagarto pelean por quién matará a Spider-Man. Morbius logra morder al Lagarto antes de escapar. Una enzima en la sangre de Morbius le permite a Connors recuperar temporalmente el control de su mente, y une fuerzas con Spider-Man para rastrear a Morbius, creyendo que su sangre puede ayudar a curarlos a ambos. Mientras tanto, Morbius reflexiona sobre cómo se convirtió en vampiro luego de un experimento fallido en el que él, su prometida, Martine Bancroft, y su asistente trabajaron para curar la rara enfermedad de la sangre de Morbius; él mató a su asistente antes de saltar al océano, no queriendo lastimar a Martine. Mientras Spider-Man y Lagarto buscan a Morbius, Gwen y la Tía May se preocupan por Peter, ya que no han sabido nada de él en mucho tiempo, y J. Jonah Jameson le revela a Robbie Robertson que el Daily Bugle enfrenta problemas financieros. Eventualmente, Spider-Man y Lagarto encuentran a Morbius y lo derrotan, pero el vampiro termina cayendo al río y desaparece. No obstante, Spider-Man logró recuperar una muestra de sangre de él, que usa para curarse a sí mismo y al Lagarto.

## Otras versiones

### Ultimate Marvel
En la versión Ultimate Marvel de la Saga Clon, un clon de Spider-Man tiene seis brazos y una variante de traje negro salió a la superficie. Cuando fue desenmascarado, este clon también tenía características físicas más parecidas a las de una araña, como colmillos alrededor de la boca, ojos adicionales y cabello puntiagudo en toda la cara. La portada variante para Ultimate Spider-Man # 100 se basó en la de The Amazing Spider-Man # 100, en la que tiene lugar la saga.

### Mutante X
En el universo Mutante X, Spider-Man todavía tiene seis brazos. Por razones inexplicables, se ha llamado a sí mismo Man-Spider en lugar de Spider-Man. Además, el producto químico que consumió aparentemente alteró su ADN, ya que su clon (que es asesinado por Madelyne Pryor dentro de la serie) también tiene seis brazos.

### Pestilencia
Deadpool encuentra una versión de Spider-Man en un universo al que se refiere como "una Era de Apocalipsis" (no la Era de Apocalipsis). En esta realidad, un Spider-Man de seis brazos se convierte en Pestilencia, Jinetes de Apocalipsis, con colmillos venenosos y se dedica al canibalismo.

### What If?
Una cuestión de What If? había preguntado "¿Qué pasaría si Spider-Man hubiera guardado sus seis brazos?". Morbius es asesinado por tiburones (se sintieron atraídos por la sangre de Morbius cuando aterrizó en el agua) antes de encontrar una cura para la mutación de Spider-Man. Después de una pelea con el lagarto, Spider-Man es asesorado por el Dr. Curt Connors para ver el Profesor X. Spider-Man termina en una pelea con los miembros de X-Men Ángel, Bestia, Cíclope y Iceman hasta que el Profesor X y Jean Grey lo separan. El profesor X luego lo examina con Cerebro y descubre que la mutación de Spider-Man es permanente. Spider-Man luego visita a Mister Fantástico para una segunda opinión Mister Fantástico también afirma que la mutación es permanente. Cuando Thing llega anunciando que el Doctor Octopus está reteniendo a los rehenes en el Ayuntamiento exigiendo ver a Spider-Man, Spider-Man derriba fácilmente al Doctor Octopus con sus seis brazos. Spider-Man gana enorme popularidad y es el portavoz reconocido a nivel nacional para los discapacitados físicos, lo que demuestra que J. Jonah Jameson está equivocado en su suposición de que Spider-Man sería considerado como un monstruo. Después, Mister Fantástico convoca a Spider-Man para presentar su último invento... cuatro vainas de brazos que mantendrán invisibles los brazos adicionales (siempre y cuando se usen) cuando Peter Parker está en su atuendo civil.
Años más tarde, la Tía May murió por causas naturales y Peter comienza su carrera a tiempo completo como superhéroe. Sus extremidades adicionales le dan mayor fuerza y agilidad. Spider-Man también evitó la muerte de Gwen Stacy a manos del Duende Verde, además de participar en Secret Wars, donde su traje de alienígena pronto resultó en la creación de Venom, a quien Spider-Man también derrota. La historia termina con Peter aceptando la situación en la que él mismo era responsable y aprovechando al máximo.

### Spider-Verse
En el período previo a Spider-Verse, después de enterarse de que algo está cruzando dimensiones para matar a los Spider-Men, el Superior Spider-Man (la mente del Doctor Octopus en el cuerpo de Spider-Man) reúne un equipo de los Spider-Men sobrevivientes más despiadados para oponerse a esta amenaza, incluido un Spider-Man de seis brazos con un traje perfectamente adaptado a su condición. Durante la historia, esta versión de Spider-Man acompaña a Spider-Man Noir a un mundo donde la picadura de la araña dejó a Peter en coma, con Spider-Man de seis brazos usando el suero que le dio sus brazos extra para curar a Peter de su mutación para siempre, suponiendo que la mutación de Peter es tan nueva lo haría más receptivo al suero. Sin embargo, el Spider-Man de seis brazos luego es asesinado durante un viaje a 2099 con Lady Spider y Spider-Man 2099 cuando es atrapado y alimentado por uno de los Herederos.

## En otros medios

### Televisión
- La saga Seis Brazos se reinventó en Spider-Man: The Animated Series. En la historia de "Neogenic Nightmare", la transformación fue causada por el resultado de su cuerpo mutando más lejos de la picadura de araña original. Después de sus intentos de pedirle ayuda al Profesor X y a los X-Men para desarrollar una cura, el fracaso (aunque pudo ayudarlos a frustrar un monstruo creado cuando un científico antimutante fue expuesto a un suero que había desarrollado para eliminar las habilidades mutantes), Spider-Man recurrió a la Doctora Crawford en busca de ayuda. Desafortunadamente, su intento inicial de curarlo le hizo crecer los cuatro brazos nuevos. Después de luchar contra Punisher, Michael Morbius y la policía de Nueva York, la mutación acelerada provoca que Spider-Man mute en el salvaje Man-Spider. Gracias a la colaboración de Kraven el Cazador y Punisher, Man-Spider fue capturado, lo que permitió a la Doctora Crawford revertir su mutación a Spider-Man, volviendo a la normalidad. En la historia final de la segunda temporada, el Buitre intentó drenar la juventud y el poder de Spider-Man, pero el Doctor Connors pudo reprogramar el equipo del Buitre para que absorbiera el genoma defectuoso que había causado originalmente la mutación de Spider-Man, siendo curado para siempre de su genoma defectuoso. Durante la historia final de la serie, Spider-Man se asoció con sus múltiples doppelgangers alternativos, incluido un doppelgänger que todavía se enfrenta a su crisis de mutación que finalmente se transforma por completo en Man-Spider durante la misión. El Beyonder usa lo último de su propio poder para teletransportar a Man-Spider a su dimensión de origen.
- La saga Seis Brazos se alude varias veces durante la serie de dibujos animados Ultimate Spider-Man. En "Strange" de la temporada uno, Peter Parker soñó que tenía cuatro brazos adicionales durante la masa de pesadillas de Nightmare antes de ser despertado por Iron Fist. En la segunda temporada, "Carnage", se ve una apariencia de araña en la imaginación de Peter mientras intenta averiguar cuál será su transformación después de la inyección del Duende Verde con el simbionte Carnage. El capítulo también se menciona en Ultimate Spider-Man: Web Warriors y Ultimate Spider-Man vs. The Sinister Six. En la primera "Savage Spider-Man", Spider-Man se envenena durante un encuentro con Taskmaster con un suero que lo convierte en Man-Spider y adquiere una personalidad salvaje similar a un animal para gran consternación de Wolverine (ya que Wolverine suele ser el salvaje) hasta que Spider-Man se cura cuando Ka-Zar usa una mofeta de tierra salvaje para rociarlo. En el último "Return to the Spider-Verse" [Pt. 4], un doppelgänger que se asemeja a Man-Spider se ve entre las versiones de realidad alternativa de Spider-Man (incluidos Chico Arácnido y Spider-Gwen) como las víctimas de Wolf Spider.
- El Spider-Man de Seis Brazos hace un cameo sin diálogos en el episodio de What If...?, "What If... What If?".[6]

### Película
- En noviembre de 2017, Sony Pictures anunció planes para hacer una adaptación cinematográfica de la historia del origen de Morbius de "The Six Arms Saga" como parte del Universo Spider-Man de Sony, escrita por Matt Sazama y Burk Sharpless,[7] dirigida por Daniel Espinosa y protagonizada por Jared Leto como el Dr. Michael Morbius, con Spider-Man eliminado de la narrativa.[8] La producción comenzó en noviembre de 2018,[9] y la filmación comenzó en febrero de 2019.[10] El lanzamiento de Morbius estaba originalmente programado para el 28 de enero de 2022,[11] antes de que se retrasara hasta el 1 de abril de 2022.[12]
- El Spider-Man de Seis Brazos aparecerá en Spider-Man: Across the Spider-Verse como miembro de Spider-Forces de Miguel O'Hara.[1]

### Videojuegos
El Spider-Man de Seis Brazos aparece como un personaje jugable en Spider-Man Unlimited.